# Youssef Challouk
Youssef Challouk (Boom, 28 augustus 1995) is een Belgisch voetballer die in het seizoen 2024/25 door KV Kortrijk werd uitgeleend aan SV Zulte Waregem.

## Clubcarrière
Challouk maakte in 2016 de overstap van Rupel Boom naar KSK Heist. In het seizoen 2016/17 scoorde hij vijftien competitiedoelpunten in Eerste klasse amateurs, en ook in de eindronde voor promotie was hij driemaal trefzeker voor de club. Na amper één seizoen stapte hij over naar reeksgenoot KMSK Deinze.
Na drie seizoenen in Eerste klasse amateurs promoveerde Challouk in 2020 naar Eerste Klasse B met KMSK Deinze. Daar viel hij niet uit de toon: in het seizoen 2020/21 was hij naast acht competitiegoals ook goed voor tien assists, waardoor hij zich dat seizoen tot de assistenkoning van 1B kroonde. Het leverde hem interesse op van onder andere Sporting Charleroi.
Op 15 februari 2022 raakte bekend dat de middenvelder vanaf het seizoen 2022/23 zal uitkomen voor KV Kortrijk. Hij ondertekende een vierjarig contract bij de West-Vlaamse eersteklasser. Het seizoen 2022/23 wordt de aanvallende middenvelder uitgeleend aan RWDM en werd kampioen in de Challenger Pro League. Na één seizoen gespeeld te hebben bij RWDM keert Challouk terug naar KV Kortrijk. 
Na de 3e speeldag met KV Kortrijk viel hij met een kruisbandblessure uit tegen Royal Antwerp FC. Hierdoor miste hij de rest van het seizoen 2023/24. Dat seizoen was hij bij elke competitiematch een invaller. Over drie wedstrijden speelde hij er 41 minuten. Het volgende seizoen zat Challouk in de openingsspeeldag op de bank, maar nadien greep hij naast de selectie.
In september 2024 werd bekendgemaakt dat Challouk voor één seizoen wordt uitgeleend aan SV Zulte Waregem met aankoopoptie.

## Clubstatistieken
| Seizoen | Club               | Land            | Competitie             | Competitie | Competitie | Beker | Beker | Totaal | Totaal |
| Seizoen | Club               | Land            | Competitie             | Wed.       | Dlp.       | Wed.  | Dlp.  | Wed.   | Dlp.   |
| ------- | ------------------ | --------------- | ---------------------- | ---------- | ---------- | ----- | ----- | ------ | ------ |
| 2016/17 | KSK Heist          | Vlag van België | Eerste klasse amateurs | 28         | 15         | 6     | 3     | 34     | 18     |
| 2017/18 | KMSK Deinze        | Vlag van België | Eerste klasse amateurs | 34         | 15         | —     | —     | 34     | 15     |
| 2018/19 | KMSK Deinze        | Vlag van België | Eerste klasse amateurs | 33         | 10         | 3     | 0     | 36     | 10     |
| 2019/20 | KMSK Deinze        | Vlag van België | Eerste klasse amateurs | 24         | 6          | —     | —     | 24     | 6      |
| 2020/21 | KMSK Deinze        | Vlag van België | Eerste klasse B        | 25         | 8          | 1     | 0     | 26     | 8      |
| 2021/22 | KMSK Deinze        | Vlag van België | Eerste klasse B        | 25         | 5          | 2     | 0     | 27     | 5      |
| 2022/23 | KV Kortrijk        | Vlag van België | Eerste klasse A        | 2          | 0          | —     | —     | 2      | 0      |
| 2022/23 | → RWD Molenbeek    | Vlag van België | Eerste klasse B        | 27         | 6          | 2     | 0     | 29     | 6      |
| 2023/24 | KV Kortrijk        | Vlag van België | Eerste klasse A        | 3          | 0          | —     | —     | 3      | 0      |
| 2024/25 | → SV Zulte Waregem | Vlag van België | Eerste Klasse B        | 15         | 2          | 3     | 0     | 18     | 2      |
| Totaal  | Totaal             | Totaal          | Totaal                 | 216        | 67         | 17    | 3     | 233    | 70     |

Bijgewerkt tot en met 9 juni 2025.

## Erelijst
| Competitie                       |       |         |
| Aantal                           | Jaren |         |
| Racing White Daring Molenbeek    |       |         |
| Eerste klasse B (voetbal België) | 1x    | 2022/23 |
| SV Zulte Waregem                 |       |         |
| Eerste klasse B (voetbal België) | 1x    | 2024/25 |

1 Bostyn ·
3 Tanghe ·
4 Lemoine ·
7 Challouk ·
8 Rommens ·
9 Vossen  ·
10 Ablo Traoré ·
11 Gavriel ·
14 Barkarson ·
17 Diop ·
18 Tambedou ·
19 Nyssen ·
20 Hedl ·
21 Nnadi ·
22 Opoku ·
23 Van der Gouw ·
24 Erenbjerg ·
27 Diabaté ·
31 Willen ·
42 Dobbels ·
47 Labie ·
50 Van Damme ·
55 Cappelle ·
59 Demuynck ·
64 Sergeant ·
Coach: Vandenbroeck